# Alberto Borregán

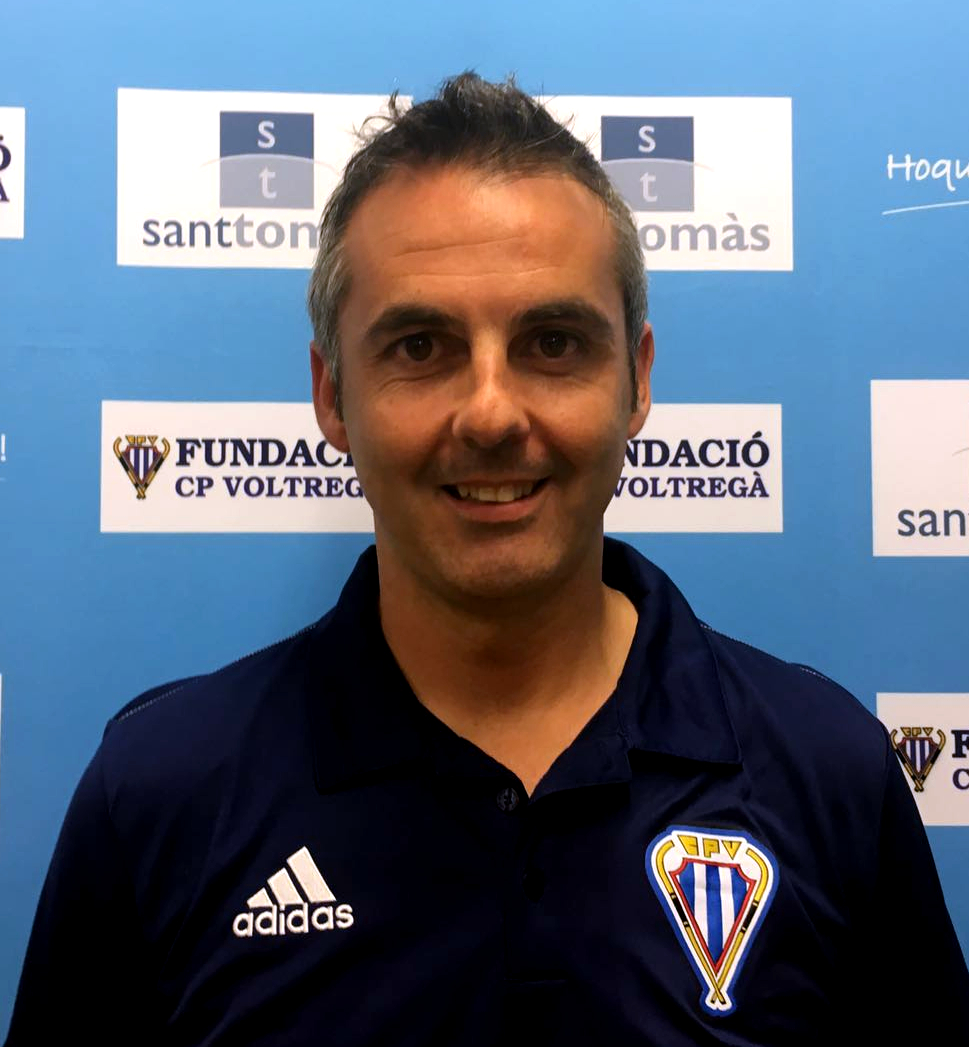
Alberto Borregán

Alberto Borregán i Rodríguez (* 16. August 1977 in Barcelona) ist ein ehemaliger spanischer Rollhockeyspieler für den FC Barcelona und die spanische Nationalmannschaft.

## Karriere
Mit vier Jahren stand er zum ersten Mal auf Rollschuhen. Sein erster Verein war Cerdanyola HC, als Zwölfjähriger schloss er sich 1989 Union Esportiva d'Horta an, bei denen er bis 1994 blieb. Danach wechselte er zum FC Barcelona. Mit dem Ausscheiden von Jose Luis „Negro“ Paez wurde „Beto“, so sein Spitzname, Mannschaftskapitän. Mit Barcelona gewann er zahlreiche nationale und internationale Titel.
Der mit 1,85 m und 85 kg verhältnismäßig große und schwere „Beto“ spielte eine herausragende Rolle in der Nationalmannschaft. Mit dem spanischen Team gewann dreimal den Europameistertitel, im Jahr 2001 als Kapitän auch den Weltmeistertitel gegen Argentinien. Sein letztes von 67 Länderspielen war 2004.
Er beendete 2012 seine Karriere nach 896 Spielen für Barcelona.

## Erfolge

### FC Barcelona
- 9 Europacups (1996/97, 1999/00, 2000/01, 2001/02, 2003/04, 2004/05, 2006/07, 2007/08, 2009/10)
- 3 Interkontinental-Cups (1998, 2006, 2008)
- 9 Kontinental-Cups (1997/98, 2000/01, 2001/02, 2003/04, 2004/05, 2005/06, 2006/07, 2007/08, 2009/2010)
- 15 Spanische Meisterschaften (1995/96, 1997/98, 1998/99, 1999/00, 2000/01, 2001/02, 2002/03, 2003/04, 2004/05, 2005/06, 2006/07, 2007/08, 2008/09, 2009/10, 2011/12)
- 7× Spanischer Pokal (1994, 2000, 2002, 2003, 2005, 2007, 2011)
- 6× Spanischer Supercup (2003/04, 2004/05, 2005/06, 2006/07, 2007/08, 2010/11)
- 1 Nationen-Cup (1994/95)

### Spanische Nationalmannschaft
- 3× Europameister (2000, 2002, 2004, Rollhockey-Europameisterschaft der Herren)
- 1× Weltmeister (2001)
- 1× Vizeweltmeister (1999)
- 1× WM-Dritter (1997)